# Mihail Vlasov
Mihail Vlasov (n. 15 decembrie 1943, Tighina) este un fost politician român, deputat în legislatura 2004-2008.
Acesta a devenit deputat la 13 august 2008 ca urmare a demisiei lui Grigore Crăciunescu.
Mihail Vlasov este de profesie avocat.

## Acuzații de corupție
La data de 24 noiembrie 2016, Direcția Națională Anticorupție a dispus trimiterea în judecată, în stare de libertate, a lui Mihail Vlasov.
La data faptelor fiind președinte al Camerei de Comerț și Industrie a României, acesta este învinuit de următoarele acte de corupție:
- s-a folosit de autoritatea funcției în scopul obținerii de foloase necuvenite, în formă continuată
- delapidare
- fals în înscrisuri

Prejudiciul total cauzat Camerei de Comerț și Industrie a României este estimat la 54 milioane lei. 
În aceiași speță este învinuită și fiica lui Mihail Vlasov, Vlasov Elena Ingrid pentru fapte de complicitate la delapidare. 
Procurorii au dispus măsuri obligatorii de sechestru asigurator asupra 5 imobile deținute de Mihail Vlasov și 1 imobil deținut de fiica acestuia.
Pe 18 iunie 2015 Înalta Curte de Casție și Justiție l-a condamnat definitiv pe Mihail Vlasov la 5 ani de închisoare cu executare.
Pe 25 noiembrie 2016 Mihail Vlasov a fost condamnat definitiv de Înalta Curte de Casție și Justiție la doi ani de închisoare în acest dosar.
Pe 3 noiembrie 2020 Mihail Vlasov a fost condamnat definitiv de Înalta Curte de Casație și Justiție la 8 ani de închisoare cu executare.